# きょうの料理ビギナーズ
『きょうの料理ビギナーズ』（きょうのりょうりビギナーズ）は、2007年4月2日からNHKで放送されている料理番組である。
『きょうの料理』の姉妹番組で『まる得マガジン』のうち料理分野の後継番組でもある。
『きょうの料理』放送開始50周年を記念して、料理初心者向けの番組としてスタートした。

## 概要
番組はアニメキャラクターの″高木ハツ江″というおばあさん（声：佐久間レイ）が講師役となり、前半は食材の扱い方や調理のポイント、後半はその日のテーマに関したレシピを、料理初心者向けに解説・紹介していく。
ただし、2011年4月4日 - 9月22日は″ハツ江″の長女である″とし子″（声：佐久間レイ）が講師役を務めた。
2009年6月1日 - 2010年3月28日は『きょうの料理』と共に連動データ放送を行った。
オープニングアニメーションは、いくつかのバージョンがある。

## 放送時間
出典
本放送は全てEテレ。太字は2024年度の放送時間。

### 本放送
| 期 間                         | 放送曜日 | 放送時間      | 備 考                    |
| ----------------------------- | -------- | ------------- | ------------------------ |
| 2007年4月2日 - 2008年3月27日  | 月 - 木  | 21:25 - 21:30 |                          |
| 2008年3月31日 - 2011年3月24日 | 月 - 木  | 11:25 - 11:30 |                          |
| 2011年3月28日 - 2019年3月28日 | 月 - 木  | 21:25 - 21:30 | 本放送枠と再放送枠を交換 |
| 2019年4月1日 - （ 現 在 ）    | 月 - 水  | 同 上         | 木曜日の放送を廃止       |

### 再放送（教育→Eテレ）
| 期 間                         | 放送曜日 | 放送時間      | 備 考                |
| ----------------------------- | -------- | ------------- | -------------------- |
| 2007年4月3日 - 2008年3月28日  | 火 - 金  | 14:25 - 14:30 | 前日の放送分         |
| 2008年3月31日 - 2011年3月24日 | 月 - 木  | 21:25 - 21:30 | 当日の放送分         |
| 2011年4月4日 - 2019年3月28日  | 月 - 木  | 11:25 - 11:30 | 前週の同曜日の放送分 |
| 2019年4月1日 - （ 現 在 ）    | 月 - 水  | 同 上         | 同 上                |

### 再放送（総合）
| 期 間                         | 放送曜日 | 放送時間      | 備 考                 |
| ----------------------------- | -------- | ------------- | --------------------- |
| 2013年4月1日 - 2014年3月26日  | 月 - 水  | 16:55 - 17:00 | 火曜日は16:50 - 16:55 |
| 2014年4月2日 - 2020年9月24日  | 火 - 木  | 10:40 - 10:45 | [ 注 2 ]              |
| 2020年9月29日 - 2021年3月18日 | 火 - 木  | 10:45 - 10:50 |                       |
| 2021年3月30日 - 2022年3月22日 | 火 - 木  | 10:50 - 10:55 |                       |
| 2023年4月4日 - 2024年3月6日   | 火 - 木  | 16:05 - 16:10 |                       |

総合での放送は、祝日、国会中継時、大相撲・高校野球などのスポーツ中継時は休止。
- 2022年度の総合での放送は、ロシアのウクライナ侵攻の影響で10時5分 - 10時55分に『キャッチ!世界のトップニュース』が放送されたため、不定期で主に早朝に行われた。

### 備考
- このほかにも、不定期に「きょうの料理ビギナーズ・フルコース」と題した25分の総集編が放送された（主に日曜日の16時30分から。『まる得マガジン』時代の「増刊号」にあたる）。この場合もNHKワールド・プレミアムで放送されることもあった。
- 2008年度までは、デジタル教育テレビ・第3チャンネル（デジタル023。現・Eテレサブチャンネル）では、マルチ編成のため21時台の放送がなく（高校野球期間中はマルチ編成休止のため放送あり）、代わりに土曜日に1週間分をまとめて（2007年度は12時40分 - 13時、2008年度は13時 - 13時20分）再放送された。
- 総合で2007年度から2009年度まで放送された『きょうの料理プラス』内でも放送された（月数回不定期に内容の一部を放送）。
- 2010年度まではBS2でも放送された。2009年度までは不定期で最早3時45分 - 4時、2010年度は『きょうの料理』のあとに続けて放送された。『きょうの料理』本編の穴埋め的放送であり、どんな場合でも4時までの放送であった。このため、1本しか放送できない場合や放送がない場合もあった。また、最大でも3本までしか放送されないこともあった。

## スペシャル
夏休みスペシャル ハツ江さんが行く関西・夏野菜の旅
放送時間
- 本放送：2007年7月31日 21時 - 21時58分
- 再放送：同年8月1日 14時 - 14時58分
- デジタル023：同年8月4日 12時 - 12時58分

概要
息子の嫁、まりえから招待を受けた高木ハツ江が、故郷の近江八幡・京都・息子夫婦が住む大阪を訪ね、地元の夏野菜を使った郷土料理を味わった。

年末スペシャル 半日でつくれるハツ江さんのアイデアおせち
放送時間
- 本放送：2007年12月29日 21時 - 21時44分
- 再放送：同年12月31日 7時 - 7時44分

概要
大阪から里帰りする智夫婦を出迎えるために、とし子一家と共に築地市場へ買出しに出かけたり、とし子とまりえと共に変り種のお節料理を作ったり、とし子とまりえがすき焼きの作り方や、餅の形や調理方法で揉めたりした。なお、この放送では特別に、築地市場の解説を真（声：鈴木琢磨）が、料理の作り方の一部をとし子（声：小林優子）とまりえ（声：恒松あゆみ）が声を出して行った。

夏スペシャル ハツ江さんの沖縄元気メニュー
放送時間
- 本放送：2008年8月27日 11時 - 11時59分
- 再放送：同日 21時 - 21時59分
- デジタル023：同年8月30日 12時20分 - 13時19分

概要
前年末の商店街の福引で、2泊3日の沖縄ペア旅行を当てた高木ハツ江が、とし子と共に沖縄本島を訪ね、沖縄の長寿の源である豚肉やゴーヤなどの沖縄料理を味わった。なおこの放送では、東京の自宅に留守番をしているという設定で、真（声：鈴木琢磨）がナレーションを務めた。途中あかねと翔太にカレーライスを作るようねだられ、困り果てた真を救うがの如く、2008年7月分の特集で流れた「おばあちゃんのカレーライス」（歌：高木ハツ江とビギナーズ）というカレーの作り方の歌が披露された。

## 登場人物
高木ハツ江
声 - 佐久間レイ
本作の講師役を務めるおばあさん。滋賀県近江八幡市出身。近江八幡近辺の女学校に通っていた。現在独り暮らしの78歳。姉がおり、家族構成は息子と娘が1人ずついる。なお夫の憲一は5年前に亡くなっている。
大阪の電機メーカーに勤めていた頃に知り合った夫・憲一との結婚後は大阪府に在住。大阪時代に憲一とお好み焼き屋でよくビールを飲んでいたのが未だに癖になっている模様で、料理と一緒にビールや日本酒を飲んだり、晩酌をする場面がよく見られる。結婚から暫くして東京都に引越し、現在は江古田にある高円寺近辺の一戸建てに住んでいて、猫のプチを飼っている。結婚後もフラダンスや手芸などの教室に通うなど、多趣味で活動的。若い頃はバレーボールもやっていたらしい。フラダンスのシーンはクイズのシンキングタイムがあるときによく流れている。
蛙が大の苦手で、プチが蛙を連れてきた時は悲鳴を上げていた。
とし子一家の食事を作ったり、洗濯物の量などから、とし子一家の家事を引き受けている模様（これはそもそも、とし子が家事を嫌って怠けるから）。
ハツ江以外のキャラクターにセリフは無く、キャラクター自身が仕草で表現したりハツ江が代弁したりする（プチには鳴き声が入る場合がある）。
2007年12月29日の特番にて、ハツ江に代わり真・とし子・まりえが一部の料理解説役を務めた。ハツ江以外のキャラクターが喋ったのはこれが最初となる。
2008年のDIY大賞の冒頭でハツ江が課題の椅子を作っているシーンが流れた。椅子は完成した瞬間にプチが乗った途端、あっけなく壊れてしまった。
2008年9月第2週の『きょうの料理』のテーマがシニア世代の栄養補給だったため、冒頭でハツ江のショートストーリーが流された。
2011年3月末、幼馴染からの誘いでハワイに長期滞在することとなり、とし子へ「ハツ江のレシピ集」を残し旅立った（その後も滞在先からハツ江が度々登場している。エンディングのテキストの紹介も引き続き登場している）。
2011年9月26日、長男の智に子ども（まひろ）ができた事で帰国。
プチ
ハツ江の飼い猫、世にも珍しいオスの三毛猫である。元々は「ブチ」と言う名前だったが、とし子一家（特に孫たち）に「プチ」と呼ばれ続けていつしかそっちが定着した。ハツ江本人は「ブチの方がいいのに」と思っている。
とし子とは仲が悪くやったりやられたりの関係。機嫌が悪い時はとし子に噛みつく事もある。また孫である翔太は自分のことを引っ掻き回すので苦手である。
ハツ江がハワイに行った際は翔太が世話を任された。

### 息子、娘夫婦
斎藤とし子
声 - 小林優子(SP) → 佐久間レイ
旧姓は高木。ハツ江の長女で年齢は42歳。家族構成は夫の真と、娘と息子が1人ずつ。ハツ江とは家が近所でよく食事を食べに来たり、遊びに来る（最低でも週に一度は必ずハツ江の家へ行くらしい）。楽して過ごす事が信条で、暇さえあれば寝ながら菓子を食べる、自分にとって面倒な事が大嫌い、自分にひたすら甘い、という怠惰極まりないその姿は、ぐうたら主婦の見本そのもの。家事全般を一切嫌がり、その中でも特に料理を作るのは大の苦手。食材を焦がす等の失敗をよくやらかす（冷凍食品さえも焦がす）ほどの不器用を通り越した、人並み外れた料理下手であるため、家事はほとんど母であるハツ江（料理は時折あかね）に任せっきり。その反面食べる事だけは大好きで、つまみ食いも悪びれずにしているため最近は太り気味。それを母に度々指摘されるが、止める気配は全く無い。更に困った事に悪戯好きで、夜中にニンジンの着ぐるみを着て、息子である翔太を脅かして彼をニンジン嫌いにさせるなど、母親らしいエピソードは全くと言っていいほどない。買い物も自分が楽をしたいから、と常に夫を荷物持ちとして同行を強要し（当然、自分が荷物を持つ事は絶対しない。夫である真もこれを指摘して激怒されたため、以後控えているそうである）、食材の買い物までハツ江に付き合ってもらっている模様。古くなっているけどまだ食べられる食料を捨てようとしてハツ江に止められる事もしばしば。とし子と真の夫婦喧嘩とその仲直りまでハツ江の家でやることも。食事はほとんど出前か外食かハツ江の家で済ませている様子で、いつの間にやらハツ江の家に上がり込みコタツを占拠している事まである。嗅覚だけは敏感で、食材をハツ江に押し付け、作ってもらったものをちゃっかり家に上がりこんで沢山食べて帰っていく（他人の家で作ってもらう時もハツ江の後をついて行って食べたいだけ食べていく）様は明らかに厚顔無恥。孫の食事もほとんどハツ江が世話しているようで、そこにちゃっかりご相伴に与っている事すらあるなど非常に図々しい。ただ兄（智）の妻・まりえには、自分と違って料理上手なことから対抗意識を燃やしており、夫の真を手伝わせニョッキを作っていた。
ハツ江がフラダンス仲間の誘いで一時ハワイに旅立った後はハツ江の家の留守をしながら、ハツ江がとし子に残した料理ガイドを元に子供達に料理をしているが、真に大半を任せている模様。また、近所の「料理上手な小田さん」に頼んだ事もあり、その様子をプチに目撃されている。
斎藤真
とし子の夫でハツ江の娘婿。百貨店に勤務し、職位は課長代理（2013年5月7日放送回で一家に報告）である。妻であるとし子には外出する度に荷物持ちをやらされており、その度に疲れ果てる様子が描かれる。築地市場への正月料理の買出しにも、とし子や孫達と一緒に買い物に行くという口実を作って荷物持ち要員としてハツ江に駆り出された模様（結局、クタクタになっているのを見かねて、肉だけは近所で買った）。過去、とし子に対しいくらか指摘したことがあるが、その度に激怒されたため、今では喧嘩の時以外では彼女に強く言えない事が多いようである。
斎藤あかね
ハツ江の孫で、とし子の長女。年齢は10歳。母であるとし子が料理下手なため、ハツ江によく料理教室と称し色々教わっている（とし子も料理はあかねに丸投げしている）。バレンタインチョコをハツ江に学びに来たり料理の手つきをハツ江から「とし子を超えるのも時間の問題」と評されるなど色々と祖母から学んでいる様子。ただ運動神経はイマイチらしく、スキーはへっぴり腰で滑っていた。
斎藤翔太
あかねと同じくハツ江の孫で、とし子の長男、あかねの弟。年齢は8歳、サッカー少年で、最近ステーキの味にうるさいらしい。一方でニンジンが大の苦手だが、これはとし子が夜中にニンジンの着ぐるみを着て脅かした事が原因。姉にいたずらをして怒られる事もあるが、普段は仲良く遊んでいる。
高木智
ハツ江の長男で、とし子の兄。年齢は46歳。あかね・翔太にとっては伯父にあたる。電機メーカーに勤めており、フードライターの妻・まりえと共に現在は大阪在住。そのため夫婦そろって正月や夏休み以外ではほとんど出番が無い。なお、まりえはフードライターと言う仕事柄、料理が上手でなおかつスタイルも良いので、正反対のとし子からはライバル視されている。「まひろ」という名の子供がいる。

### その他
お隣の伊守さん
ハツ江宅の隣に住む青年。フルネームは不明。職業はイラストレーターで、モデルは本作のキャラクターデザイナーかつCG・イラスト担当でもある伊神彰宏。いつも個性的なTシャツを着ており、初期はアニメモチーフ、2012年度ごろから1980 - 1990年代のビデオゲームをモチーフとしたシャツを着て登場する。頻繁にハツ江宅を訪れ食事をごちそうになっている他、あかねや翔太ともよく遊んでいたり、イベント事にもよく顔を出しており、単なる隣人以上の立場。ほぼ準レギュラーといっていいほど登場回数が多く、ハツ江の親族関連キャラクターを凌ぐ。伊守さんがストーリーのメインとなる回もあった。
彼女がおり、彼女本人も「伊守さんのカノジョ」との名目でたびたび登場する。
あやちゃん
あかねのクラスメイト。金髪・碧眼・縦ロールが特徴。
濱バツ江
声 - 佐久間レイ
ハツ江の姉。最初はハツ江と命名されたが出生届のはつの字に墨汁が2滴たれバツ江になってしまった。子供の頃から料理が得意で料理店で修行を重ね、結婚後に家庭料理の腕を上げる。料理教室で生徒を叱るときの決め台詞は「バーツ！」。何パターンか持っていて本人も気に入っている。
2016年11月6日「きょうの料理60年目突入！ 生放送 月刊きょうの料理スペシャル」で初お披露目。
番組では2016年11月14日 - 24日「バツ江のスパルタ和食塾」、2017年8月21日 - 24日「バツ江のスパルタ夏めん塾」、2017年10月30日 - 11月9日「バツ江のスパルタ洋食塾」として登場。
筧礼、丸山煌翔
『天才てれびくんhello,』のてれび戦士（ただし、煌翔は出演当時はまだてれび騎士名義だった）。『天才てれびくんhello,』とのコラボレーションで登場。なおハツ江は「天才てれびくんhello,」のコーナーにコラボレーションで出演している。
その他、料理監修の講師も似顔絵でたびたび登場する。

## 取り上げた食材・料理・テーマ
- 2007年4月 まず、野菜から始めよう！
- 2007年5月 肉を上手に使おう！
- 2007年6月 調味料・味付けの基礎知識をマスターしよう！」
- 2007年7月 夏の快適食生活
- 2007年8月 おいしい朝ごはんを食べよう！
- 2007年9月 魚を食べよう！
- 2007年10月 パスタと麺をおいしく！
- 2007年11月 パンをおいしく食べよう！
- 2007年12月 これでマスター 失敗知らずの卵料理
- 2008年1月 鍋ひとつであったかごちそう
- 2008年2月 スイーツを楽しもう！
- 2008年3月 道具で料理上手になる！
- 2008年4月 ごはんでごちそう ごはんがごちそう
- 2008年5月 買ってきた総菜が大変身！
- 2008年6月 肉をたっぷりおいしく食べよう！
- 2008年7月 スパイスと薬味でさらにおいしく
- 2008年8月 夏だから野菜をおいしく食べよう
- 2008年9月 大豆で体を大事に！
- 2008年10月 魚をさらにおいしく
- 2008年11月 秋・きのこを楽しむ
- 2008年12月 冬野菜を韓・洋・中で楽しむ
- 2009年1月 居酒屋ハツ江亭 開店！
- 2009年2月 つくっチャイナ！中国料理
- 2009年3月 春・パスタがおいしい
- 2009年4月 4月だから基本の"き"
- 2009年5月 春野菜をお手軽フレンチ風に
- 2009年6月 節約食材でおいしく
- 2009年7月 夏野菜まるごとレシピ
- 2009年8月 あっさりうまい 夏ごはん&夏のめん
- 2009年9月 快速定食&特急弁当
- 2009年10月 一皿で十分 秋のおかずスープ
- 2009年11月 うまいシーフードが食べたい！
- 2009年12月 肉料理で"おうち"レストラン！
- 2010年1月 冬だから！あつあつトロトロメニュー
- 2010年2月 冬 野菜が主役！
- 2010年3月 混ぜて、炒めて、炊いて うまい春ごはん!
- 2010年4月 料理道具 これさえあれば!
- 2010年5月 いつもの野菜を大活用!
- 2010年6月 和食の基本
- 2010年7月 電子レンジで夏のおかず
- 2010年8月 サラダで彩る夏レシピ
- 2010年9月 かんたんヘルシー 中国料理
- 2010年10月 鶏・豚の“肉”テクニック!
- 2010年11月 フライパン一つで!楽チン弁当
- 2010年12月 材料別 シンプル鍋の達人になる!
- 2011年1月 根菜&スタミナ野菜で冬を乗り切る!
- 2011年2月 洋食店の卵料理
- 2011年3月 野菜をダメにしていませんか?
- 2011年4月 切り方で味は変わる！、もう迷わない「ゆでる」の極意
- 2011年5月 味付けの黄金比率、もう失敗しない！"焼く"の極意
- 2011年6月 夏野菜の目利き術、シェフが教えるドレッシング&ソース
- 2011年7月 水にさらしてさらにおいしく、失敗なしの炒め物テクニック
- 2011年8月 夏の省エネおかず、冷たい麺大集合！
- 2011年9月 秋野菜の目利き術、中国料理で元気になる！
- 2011年10月 “揚げる”をマスターする、ごはんでごちそう
- 2011年11月 “だし”で料理上手に、失敗なしの煮物レシピ
- 2011年12月 冬野菜の目利き術、シェフに教わる ごちそう肉料理
- 2012年1月 定番鍋をもっとおいしく
- 2012年2月 こんなに簡単！ヘルシー蒸し料理、おいしさグンとアップ “あえる”コツ
- 2012年3月 春野菜の目利き術、和食の定番おかず大集合！
- 2012年4月 今年こそ始めよう！お弁当生活
- 2012年5月 目指せ卵マスター！
- 2012年6月 おうちで極上！イタリアン
- 2012年7月 みんな大好き 肉おかずの新常識！
- 2012年8月 アジアごはんで夏を乗り切ろう！
- 2012年9月 大豆製品を味わいつくす
- 2012年10月 レンジ上手は料理上手！
- 2012年11月 簡単！ヘルシー!! お魚マスターになろう
- 2012年12月 つくってみたい！年末年始のお祝い料理
- 2013年1月 ひと工夫！定番あったかスープ
- 2013年2月 手づくりたれ＆ソースでもっとおいしく！
- 2013年3月 パパッと簡単！一皿でごちそうごはん
- 2013年4月 新生活は野菜でスタート！
- 2013年5月 肉おかずの基本をマスター！
- 2013年6月 もっと食べよう！ 魚料理
- 2013年7月 さっぱりvsがっつり！ 夏の和食
- 2013年8月 みんな大好き！ 夏の麺
- 2013年9月 秋の恵み いも・かぼちゃ・きのこ
- 2013年10月 ごはんがおいしい季節です
- 2013年11月 これぞ定番！ビギナーのための中国料理
- 2013年12月 フライパンひとつでアイデア料理
- 2014年1月 旬の冬野菜を食べよう！
- 2014年2月 簡単！あったか！いろいろ鍋
- 2014年3月 お家で手軽に！イタリアン&フレンチ
- 2014年4月 シンプル調理で春を味わう
- 2014年5月 完全マスター！卵の基本
- 2014年6月 パワフルにヘルシーに肉料理
- 2014年7月 シェフが教える夏の麺 パスタ&中華麺
- 2014年8月 たっぷり食べよう！夏野菜
- 2014年9月 こんなに広がる豆腐大豆製品
- 2014年10月 秋の食材で学ぶ切る・焼く・煮る
- 2014年11月 ひと工夫で本格味！和と洋のご飯
- 2014年12月 簡単！豪華！塊肉・魚でおもてなし
- 2015年1月 こんなに使える！乾物レシピ
- 2015年2月 おいしさアップ！スープの極意
- 2015年3月 シェフの充実朝ごはん
- 2015年4月 フライパンで和のおかず
- 2015年5月 身近な野菜をグレードアップ
- 2015年6月 おいしさアップ！和の味付け
- 2015年7月 安い肉をおいしく！
- 2015年8月 技あり！電子レンジ&グリル
- 2015年9月 新米を味わう！「和」のご飯
- 2015年10月 フライパンで魚をおいしく！
- 2015年11月 だしとうまみで広がる和食
- 2015年12月 あこがれの洋食をおいしく！
- 2016年1月 野菜が主役！たっぷり味わう冬野菜
- 2016年2月 おうちで極上！中国料理
- 2016年3月 ポイントおさえて、お弁当マスター！
- 2016年4月 春野菜たっぷりフライパンおかず
- 2016年5月 大活躍！定番の鶏肉&卵料理
- 2016年6月 デパ地下おかずをおうちで！
- 2016年7月 さっぱりもよし！がっつりもよし！達人直伝 夏の麺と丼
- 2016年8月 初めてでも簡単！ひんやりスイーツ、ひと味ちがう！夏野菜たっぷりレシピ
- 2016年9月 マンネリ解消！目指せ豚肉名人
- 2016年10月 とことん味わう！秋の食材
- 2016年11月 秋スペシャル2本立て！シェフ直伝！初めてのイタリアン&洋食、バツ江のスパルタ和食塾
- 2016年12月 年末の充実レシピ！ポカポカ&ごちそう
- 2017年1月 新春2本立て！お正月スペシャル シェフ直伝！極上スープ、調理法で大変身！冬野菜たっぷり！フライパンおかず
- 2017年2月 だしいらず！素材のうまみで味わいスープ
- 2017年3月 おいしい！楽しい！中国料理
- 2017年4月 もう一度基本！ご飯、みそ汁、簡単おかず
- 2017年5月 手軽にたっぷり！春の味
- 2017年6月 節約しながらおなかも満足！
- 2017年7月 徹底活用！夏野菜
- 2017年8月 Hotカレー&Coolスイーツ、バツ江のスパルタ夏めん塾
- 2017年9月 お得なお肉をおいしく！
- 2017年10月 ヘルシーにたっぷり！秋のおかず
- 2017年11月 バツ江のスパルタ洋食塾
- 2017年12月 ちょっとごちそう&いたわりごはん
- 2018年1月 フライパンで簡単！煮物&蒸しおかず
- 2018年2月 たっぷり食べよう 冬野菜のおかず
- 2018年3月 冬のパン&具だくさんスープ
- 2018年4月 はじめての和食
- 2018年5月 旬野菜を食べつくそう！
- 2018年6月 体にいい！人気のおそうざい
- 2018年7月 夏を味わうシンプルレシピ
- 2018年8月 夏のスピード昼ごはん&夕ごはん
- 2018年9月 もっとおいしく！「肉」レッスン
- 2018年10月 シンプルでもごちそう！秋の恵み
- 2018年11月 上手になりたい！定番中国料理
- 2018年12月 つくってみたい！ごちそう洋食
- 2019年1月 あったか汁物＆鍋物レシピ
- 2019年2月 もっとおいしく 定番煮物
- 2019年3月 ウキウキ！春の和食&フレンチ
- 2019年4月 シンプル調理で春おかず
- 2019年5月 初夏を楽しむ パン・麺・ごはん
- 2019年6月 食欲そそる！カレー&サラダ
- 2019年7月 レパートリー倍増！夏野菜レシピ
- 2019年8月 買い物いらず！缶詰で夏ごはん
- 2019年9月 体にいいものをおいしく！
- 2019年10月 秋の食材を楽しむ 和洋中レシピ
- 2019年11月 つくってみたい！デパ地下そうざい
- 2019年12月 失敗なしのごちそう洋食
- 2020年1月 冬に食べたい定番煮物
- 2020年2月 家でお店の味を！中華料理に挑戦
- 2020年3月 春の華やか和食
- 2020年4月 春野菜で基本のおかず
- 2020年5月 みんなでワイワイ肉&サラダ
- 2020年6月 レパートリー倍増！電子レンジで早ウマおかず
- 2020年7月 たっぷり食べきる！夏野菜
- 2020年8月 夏に食べたいさっぱり和食
- 2020年9月 パン&スープで軽やか食卓
- 2020年10月 フライパン一つで秋おかず
- 2020年11月 あの味を自宅で 喫茶店メニュー
- 2020年12月 今年こそ！はじめてのごちそう
- 2021年1月 賢く使い切りサイズで！冬野菜
- 2021年2月 体にやさしいおうち中華
- 2021年3月 慌てなくても大丈夫！朝つくるお弁当
- 2021年4月 五感で味わう！いまどき春レシピ
- 2021年5月 旬野菜の食感を楽しもう
- 2021年6月 ストック食材でおいしくヘルシー！
- 2021年7月 きょうも明日もおいしい！夏野菜レシピ
- 2021年8月 夏のスピード昼ごはん＆夕ごはん
- 2021年9月 お店の味をおうちで楽しく！
- 2021年10月 五感で味わう！いまどき秋レシピ
- 2021年11月 実は簡単！おいしい！かたまり肉レシピ
- 2021年12月 おうちで味わう 世界のごちそう
- 2022年1月 体にやさしい！ラクラク冬野菜レシピ
- 2022年2月 これならできる！プロの和食
- 2022年3月 春のわくわく！朝ラク弁当
- 2022年4月 今夜のおかずは春野菜たっぷり！
- 2022年5月 簡単＆新定番 楽しいひとりごはん
- 2022年6月 おかずのタネでラクラク晩ごはん
- 2022年7月 レンジでおいしい！人気おかず
- 2022年8月 なすときゅうりで最高おかず！
- 2022年9月 おうちでニッポン味めぐり
- 2022年10月 秋の根菜〜フライパンで煮物上手！
- 2022年11月 失敗なし！おいしい洋食
- 2022年12月 かたまり肉でごちそう！レシピ
- 2023年1月 ひとり分の冬野菜おかず
- 2023年2月 冬はほっこりあったかスープ
- 2023年3月 リピート必至！テッパン弁当
- 2023年4月 食べ方いろいろ！新玉&春キャベツ
- 2023年5月 このテクいただき！ひとり分レシピ
- 2023年6月 手軽に本格派スパイス&ハーブ
- 2023年7月 冷凍テクでラクうまごはん！
- 2023年8月 暑さに負けない！夏の超簡単レシピ
- 2023年9月 味も大満足！コスパおかず
- 2023年10月 これならできる！ひとり分の2品献立
- 2023年11月 秋に食べたい！定番おかず
- 2023年12月 今年は気軽に！2品でごちそう
- 2024年1月 レンジにおまかせ！冬の楽ちんおかず
- 2024年2月 しょうが・ねぎのポカポカおかず
- 2024年3月 春が来た！旬を楽しむ軽やかレシピ
- 2024年4月 ①春野菜たっぷりフライパンおかず[注 4]、②はじめての和食[注 5]
- 2024年5月 ① 簡単＆新定番楽しいひとりごはん[注 6]、②大活躍！定番の鶏肉＆卵料理[注 7]
- 2024年6月 ①レパートリー倍増！電子レンジで早ウマおかず[注 8]、② ストック食材でおいしくヘルシー！[注 9]
- 2024年7月 ①夏野菜を味わうシンプルレシピ[注 10]、②さっぱりよし！がっつりもよし！達人直伝 夏の麺と丼[注 11]
- 2024年8月 ①夏に食べたいさっぱり和食[注 12]、②なす・きゅうりの最高おかず[注 13]
- 2024年9月 ①マンネリ解消！目指せ豚肉名人[注 14]、②パン＆スープで 軽やか食卓[注 15]
- 2024年10月 ①五感で味わう！いまどき秋レシピ[注 16]、②これならできる！ひとり分の2品献立[注 17]。
- 2024年11月 ①シェフ直伝！初めてのイタリアン＆洋食[注 18]、②おうちで極上！中国料理[注 19]。
- 2024年12月 ①おうちで味わう世界のごちそう[注 20]、②年末の充実レシピ！ポカポカ&ごちそう[注 21]。
- 2025年1月 ① ひとり分の冬野菜おかず[注 22]、②フライパンで簡単！煮物&蒸しおかず[注 23]。
- 2025年2月 ①冬はほっこりあったかスープ[注 24]、②もっとおいしく定番煮物[注 25]。
- 2025年3月 ①慌てなくても大丈夫！朝つくるお弁当[注 26]、②春の華やか和食[注 27]
- 2025年4月①新生活は野菜でスタート！[注 28]、②五感で味わう！いまどき春レシピ[注 29]
- 2025年5月　①肉おかずの基本をマスター！[注 30]、②このテクいただき！ひとり分レシピ[注 31]
- 2025年6月　① おかずのタネで ラクラク晩ごはん[注 32]、 ② もっと食べよう！魚料理[注 33]
- 2025年7月　①徹底活用！夏野菜[注 34]、②レンジでおいしい！人気おかず[注 35]
- 2025年8月　①たっぷり食べよう！夏野菜[注 36]、②みんな大好き！夏の麺[注 37]
- 2025年9月　① こんなに広がる！豆腐・大豆製品　[注 38]、②味も大満足！コスパおかず[注 39]、

## テキスト
- 毎月21日発売（21日が日曜日・祝日の場合は20日）だが、大型の書店では20日（または19日）には既に店頭に並んでいることが多い。定価500円（税込み）。
- 番組の内容（スペシャル含む）のほかに、「ていねいレシピ」と題された誌上特集では、その月のテーマに連動した内容が掲載されている。
- 他に料理研究家やエッセイストによる連載ものもある。
- 2015年10月1日 - 2016年9月30日の印刷証明付発行部数は122,500部[2]。

### 関連書籍
いずれもNHK出版から発売されている。
- きょうの料理ビギナーズ・ハンドブック
  - 「肉・魚料理のABC教えます」（2008年3月18日発行）ISBN 9784141870159
  - 「麺&ご飯もののABC教えます」（2009年1月19日発行）ISBN 9784141870326
    - 上記テキストの内容を、テーマ別に再構成・加筆したもの。高木ハツ江が著者になっている。
- 「コウケンテツの韓国料理1・2・3（ハナ・ドゥ・セッ）」（2008年4月19日発行）ISBN 9784140332542
  - テキストに掲載されている同名の連載コーナーの、2007年度分を再構成・加筆したもの。
- 「初心者的カレーの鉄則」（2008年6月21日発行）ISBN 9784140332566
  - 2007年度のテキストに連載された「東京カリ〜番長のカレーの法則」を再構成・加筆したもの。
- 「冷凍できる晩ごはん」（2009年5月19日発行）ISBN 9784141870418
  - 2007・2008年度のテキストに掲載された、同名の連載コーナーを再構成したもの。
- 「僕が韓国料理をつくる理由（わけ）」（2009年7月16日発行）ISBN 9784140332627
  - 上記「韓国料理1・2・3」の続編。2008年度のテキスト掲載分を再構成・加筆したもの。

## スタッフ
- 料理監修:高城順子、小田真規子、依田輝明、野崎洋光、瀬田金行、吉田勝彦、大庭英子、河野雅子、秋山能久、落合務、脇雅世、菊池晋作、新谷友里江、藤野嘉子、菰田欣也、ほりえさわこ
- アニメーション:伊神彰宏
- テーマ曲:内池秀和
- 撮影:野崎克幸
- 音声:鈴木研二
- 照明:須田道雄
- 映像技術:星浩二
- 音響効果:柳田敬大
- 編集:柏崎源
- ディレクター:関根みゆき、和知比路子
- 制作統括:小野泰洋、小平裕基
- 共同制作:NHKエデュケーショナル
- 制作協力:テレコムスタッフ、横山敏子
- 制作・著作:NHK